# Chip 'n Dale: Rescue Rangers (film)
Chip 'n Dale: Rescue Rangers (Nederlandse titel is Knabbel en Babbel: Rescue Rangers) is een Amerikaanse film uit 2022 die werd uitgebracht op 20 mei 2022 op de streamingdienst Disney+. De film is gebaseerd op de personages Knabbel en Babbel en de animatieserie Rescue Rangers. De film is geregisseerd door Akiva Schaffer en geschreven door Dan Gregor en Doug Mand. De originele stemmen werden ingesproken door: Andy Samberg en John Mulaney als Knabbel en Babbel, Will Arnett, Eric Bana, Flula Borg, Dennis Haysbert, Keegan-Michael Key, Tress MacNeille, Tim Robinson, Seth Rogen en J.K. Simmons waarbij KiKi Layne een live-action rol speelde.

## Rolverdeling

### Originele rolverdeling
| Acteur / actrice      | Personage                                             |
| --------------------- | ----------------------------------------------------- |
| Andy Samberg          | Dale (stem)                                           |
| John Mulaney          | Chip (stem)                                           |
| KiKi Layne            | Ellie                                                 |
| Will Arnett           | Sweet Pete (stem)                                     |
| Eric Bana             | Monterey Jack (stem)                                  |
| Flula Borg            | DJ Herzogenaurach (stem)                              |
| Dennis Haysbert       | Zipper (stem)                                         |
| Keegan-Michael Key    | Bjornson the Cheesemonger (stem)                      |
| Keegan-Michael Key    | Frog Co-Worker (stem)                                 |
| Tress MacNeille       | Gadget (stem)                                         |
| Tress MacNeille       | High-Pitched Chip (stem)                              |
| Tim Robinson          | Ugly Sonic (stem)                                     |
| Seth Rogen            | Bob the Warrior Viking (stem)                         |
| Seth Rogen            | Pumbaa van The Lion King (stem)                       |
| Seth Rogen            | Mantis van Kung Fu Panda (stem)                       |
| Seth Rogen            | B.O.B. van Monsters vs. Aliens (stem)                 |
| J.K. Simmons          | Captain Putty (stem)                                  |
| Da'Vone McDonald      | Jimmy the Polar Bear van de Coca-Cola reclames (stem) |
| Akiva Schaffer        | Rescue Rangers Regisseur                              |
| Akiva Schaffer        | E.T. (stem)                                           |
| Akiva Schaffer        | Officer Sock Puppet (stem)                            |
| Akiva Schaffer        | Colonel van 101 Dalmatiërs (stem)                     |
| Akiva Schaffer        | Shoeshiner (stem)                                     |
| Akiva Schaffer        | Mr. Natural (stem)                                    |
| Akiva Schaffer        | Hungry Mouse (stem)                                   |
| Akiva Schaffer        | Sauna Pig (stem)                                      |
| Akiva Schaffer        | Officer Chameleon (stem)                              |
| Akiva Schaffer        | Bird Husband (stem)                                   |
| Rachel Bloom          | Insurance Sheep                                       |
| Rachel Bloom          | Flounder van The Little Mermaid (stem)                |
| Rachel Bloom          | Flower Girl (stem)                                    |
| Rachel Bloom          | Black&White Reporter (stem)                           |
| Rachel Bloom          | Cubby the Lost Boy van Peter Pan (stem)               |
| Rachel Bloom          | Stinsons Boy (stem)                                   |
| Rachel Bloom          | Chip's Mom (stem)                                     |
| Rachel Bloom          | Cannon Ball (stem)                                    |
| Juliet Donenfeld      | Kid Dale (stem)                                       |
| Mason Blomberg        | Kid Chip (stem)                                       |
| Liz Cackowski         | Clarabella Koe (stem)                                 |
| Liz Cackowski         | Tigra van de Marvel Comics (stem)                     |
| Liz Cackowski         | Officer O'Hara (stem)                                 |
| Liz Cackowski         | Bird Wife (stem)                                      |
| Corey Burton          | High-Pitched Dale (stem)                              |
| Corey Burton          | High-Pitched Zipper (stem)                            |
| Jim Cummings          | Fat Cat (stem)                                        |
| Jim Cummings          | Pooh (stem)                                           |
| Jim Cummings          | Tiger van Winnie the Pooh (stem)                      |
| Jim Cummings          | Shredder van Teenage Mutant Ninja Turtles (stem)      |
| Jim Cummings          | Pete (stem)                                           |
| Jim Cummings          | Darkwing Duck (stem)                                  |
| Chris Parnell         | Dave Bollinari                                        |
| Jeff Bennett          | Lumiere van Beauty and the Beast (stem)               |
| Steven Curtis Chapman | Baloo van The Jungle Book (stem)                      |
| Jorma Taccone         | Fan Con Announcer (stem)                              |
| Jorma Taccone         | Batman (stem)                                         |
| Jorma Taccone         | Toon Car van Cars (stem)                              |
| Alan Oppenheimer      | He-Man (stem)                                         |
| Alan Oppenheimer      | Skeletor van He-Man (stem)                            |
| Charles Schaffer      | Roger Rabbit van Who Framed Roger Rabbit (stem)       |
| Charles Schaffer      | Chipmunks TV Announcer (stem)                         |
| Greg Chun             | Deodorant Commercial Narrator (stem)                  |
| Sean Gilpin           | Mrs. House van The Little House (stem)                |
| David Tennant         | Scrooge McDuck (stem)                                 |
| Paula Abdul           | 3-D Reporter (stem)                                   |
| Paula Abdul           | Haarzelf                                              |
| Dan Gregor            | Snoopy Ear Reporter (stem)                            |
| Tad Stones            | Studio Executive (stem)                               |
| Matt Nolan            | Stinsons Dad (stem)                                   |
| Tom Antonellis        | Stinsons Dad (stem)                                   |
| Paul Rudd             | Zichzelf                                              |
| Vin Diesel            | Zichzelf                                              |

Andere niet-sprekende rollen in de film zijn: MC Skat Kat, Professor Norton Nimnul van Rescue Rangers, Duncan & Wynnchel van Wreck-It Ralph, Linda Flynn-Fletcher van Phineas and Ferb, Randy Marsh van South Park, Doc McStufins, de hoofdpersonages van My Little Pony: Friendship Is Magic, Zummi Gummi van Disney's Adventures of the Gummi Bears, Knir, Knar en Knor, het vliegende tapijt van Aladdin, twee katten uit Cats (2019) van Andrew Lloyd Webber, Robert Crumb's Mr. Natural, Blaster van The Transformers, McGruff the Crime Dog, Detective Florez van Big Mouth en Willie the Giant van Fun and Fancy Free.
Ook verschijnen zogenoemde "Bootleg" personages die zijn aangepast of gecombineerd met elkaar, de volgende personages verschijnen in niet-sprekende Bootleg-vorm: Fred Flintstone van The Flintstones, King Louie van TaleSpin en The Jungle Book, Big Foot van A Goofy Movie, Iago en Abu van Aladdin, Zazoe van The Lion King, Woody Woodpecker van Looney Tunes, Casper the Ghost, Samurai Jack, Diddy Kong, Phineas Flynn van Phineas and Ferb, Gogo Dodo van Tiny Toon Adventures, Dipper Pines van Gravity Falls, Jiminy Cricket van Pinocchio, Kolderkat en de Walrus van Alice in Wonderland, Elliott van Pete's Dragon, Gus van Cinderella, Pegasus van Hercules, Bambi van Bambi, Sneezy van Snow White and the Seven Dwarfs, Patrick Star van SpongeBob SquarePants, Launchpad McQuack van DuckTales, Tiana van The Princess and the Frog, Piglet van Winnie the Pooh, Naruto Uzumaki van Naruto en Sora van Kingdom Hearts. 
 Aan het personage Sweet Pete, de hoofdschurk van de film, zitten aan het einde van de film verschillende elementen aan hem vast van onder andere Wreck-It Ralph, Woody van Toy Story, Optimus Prime van The Transformers en Marie van The Aristocats.

### Nederlandse stemmen
| Acteur / actrice | Personage      |
| ---------------- | -------------- |
| Jip Bartels      | Babbel         |
| Joey Schalker    | Knabbel        |
| Dieter Troubleyn | Monterey Jack  |
| Ellen Dilles     | Ellie Steckler |
| Marc Peeters     | Sweet Pete     |
| Reuben De Boel   | Zipper         |